# Юдкевич Зіновій Давидович
Зіновій Давидович Юдкевич (17 вересня 1911 р., Глухів Сумської області, Російська імперія — 1993, Харків, Україна) — архітектор, художник, педагог, кандидат архітектури, професор.

## Життєпис
У 1929 р. закінчив будівельне відділення Сумської індустріально-технічної профшколи і художню студію при Сумському художньому музеї під керівництвом художника Н. Х. Онацького.
У 1931 році вступив до Харківського художнього інституту на факультет паркового будівництва. У зв'язку з реорганізацією інституту разом з факультетом був переведений в Харківський інститут комунального господарства, який закінчив у 1936 році. Був залишений асистентом на кафедрі рисунка та прийнятий в аспірантуру.
У 1937 році вступив до Спілки архітекторів УРСР.
У 1940 році захистив кандидатську дисертацію (керівник — професор О. І. Колесніков).
З початком війни був мобілізований до Спеціального бюро з проектування оборонних споруд в Харкові, а з його закриттям евакуювався в Астрахань.
У січні 1942 року звернувся до військкомату з проханням про відправку на фронт. Під час переформування перехворів в тилу на висипний тиф, а в березні 1942-го рядовий мінометної обслуги 135-ї стрілецької дивізії Юдкевич відбув на Брянський фронт. З грудня 1942 по червень 1943 р. пройшов підготовку в Харківському артилерійському училищі (в той час діяло в місті Фергана, Узбекистан), під час якої, зокрема, запроектував та побудував спортивний басейн. Після закінчення в званні лейтенанта артилерії був направлений командиром взводу протитанкових гармат на 1-й Український (тоді ще Воронезький) фронт, у складі якого пройшов з боями Правобережжі України, форсував Дніпро і як командир батареї протитанкових гармат брав участь в звільненні м. Ржищів на південь від Києва. У бою 30 вересня 1943 р., був поранений снайпером в плечове сплетіння і втратив праву руку. За бойові заслуги отримав орден «Червоної зірки».
У 1944 р. після тривалого лікування в госпіталях демобілізувався та повернувся до Харкова.
З 1944 р. працював в Харківському інституті інженерів комунального будівництва (ХІІКБ) доцентом і завідувачем кафедрою графіки на архітектурному факультеті.
У 1948 р. у зв'язку з ліквідацією в ХІІКБ архітектурного факультету був переведений на посаду доцента до Харківського інженерно-будівельного інституту, поєднуючи цю роботу з викладанням основ архітектури в Харківському художньому інституті.
У 1965 р. перейшов до Харківського художньо-промислового інституту, де був обраний доцентом, а з 1967-го став професором цього вузу.

## Творчість
У 1937 році в Будинку архітекторів була відкрита перша художня виставка картин Юдкевича.
У 1947 році в Домі архітекторів пройшла друга персональна виставка його картин, написана вже лівою рукою.
Як архітектор працював в проектних інститутах Діпромісто, Южгіпрошахт, Облпроект. За проектами Юдкевича було відновлено та побудовано більше 20 споруд у Слов'янську, Дніпропетровську, Сумах, Кривому Розі, Глухові.
У повоєнні роки викладав в Харківському інституті інженерів комунального будівництва, Харківському інженерно-будівельному інституті та Харківському художньо-промисловому інституті (загалом протягом понад 25 років). Викладав курси: основи архітектурної композиції, основи об'ємно-просторової композиції, інтер'єр і обладнання цивільних будівель, архітектурне проектування, технічне малювання, загальна історія архітектури, основи садово-паркового мистецтва.
Займався живописом, рисунком, графікою, брав активну участь у виставках малюнка, акварелі, що проводилися Спілкою архітекторів. За життя Юдкевича відбулося 11 персональних виставок.